# Odin Teatret
Il Nordisk Teaterlaboratorium/Odin Teatret, più noto come Odin teatret,  è una compagnia teatrale multiculturale, fondata da  Eugenio Barba a Oslo, in Norvegia nel 1964, e in seguito stabilitasi nella città danese di Holstebro. 
Nel 1984 ha ottenuto lo status di istituzione autonoma. Il Nordisk Teaterlaboratorium/Odin Teatret riceve sovvenzioni dal Ministero della Cultura norvegese e dal 1980 anche sovvenzioni municipali come teatro regionale di Holstebro.

## Composizione
I componenti permanenti sono diciotto, inclusi gli attori, i tecnici e gli amministratori. Il consiglio direttivo è composta da Søren Kjems, Kirsten Justesen, Per Kofod, Peter Laugesen e Bjørn Lense-Møller. Eugenio Barba (coadiuvato dagli attori Julia Varley e Torgeir Wethal) è il direttore dell'Odin fin dal 1964, anno in cui Barba, che già aveva vissuto alcuni anni nella capitale norvegese come studente universitario, giunse ad Oslo dopo aver trascorso tre anni in Polonia, seguendo l'insegnamento di Jerzy Grotowski.

## Storia
La fondazione dell'Odin Teatret si colloca in quell'universo composito del teatro di ricerca di quell'epoca che verrà poi denominato in seguito Terzo Teatro.
Dal 1966 l'Odin Teatret risiede ad Holstebro, in Danimarca, prendendo il nome di Nordisk Teaterlaboratorium.
La ricerca teatrale propria di questo gruppo è volta al confronto tra le diverse culture, cercato attraverso l'arte e nello specifico il teatro. Il 'motto' che riassume l'impostazione pedagogica è riassunta nella affermazione: imparare ad imparare.
Fin dagli anni settanta l'Odin Teatret scambia le sue conoscenze teatrali, in forma di sessioni di training e proposizione di spettacoli, con le diverse comunità che lo ospitano, che a loro volta offrono al gruppo le danze e le musiche locali, coinvolgendolo nelle cerimonie tradizionali e religiose. 
La ricerca pedagogica si è inoltre avvalsa (chiamandoli a tenere seminari e incontri) della collaborazione di artisti internazionali tra cui Étienne Decroux, Jean-Louis Barrault, Jacques Lecoq, Dario Fo, Krejca, Luca Ronconi, il Living Theatre, Jerzy Grotowski; e con numerosi maestri di discipline teatrali asiatiche, provenienti da Bali, Giava, Corea, Giappone, India e Cina.

## Progetto di ricerca
La ricerca del gruppo prende le mosse dall'esigenza di un approfondimento del lavoro dell'attore, mettendo un accento particolare sul training, e di svincolarsi dai tempi e della produzione di uno spettacolo, spesso molto stretti. 
Gli attori dell'Odin, in maggior parte autodidatti o espulsi dalle Accademie dei loro paesi, hanno negli anni elaborato un progetto pedagogico fondato sul confronto e l'acquisizione di diverse culture e tradizioni performative. A questo scopo hanno compiuto numerosi viaggi, alla ricerca dei fondamenti della tecnica performativa in una prospettiva antropologica. Come spiegato da Julia Varley, gli spettacoli dell'Odin «nascono da un lavoro collettivo di creazione che trova poi una sintesi nella drammaturgia».
I progetti collaterali alla compagnia teatrale sono stati numerosi: l'ISTA, (fondata nel 1979), scuola itinerante di Antropologia teatrale, dove si insegnano varie tecniche teatrali, dal mimo corporeo alla danza katakali, dalla danza classica al teatro kabuki; il FARFA, progetto parallelo pedagogico-performativo; la casa editrice Odin Teatret Forlag; la casa di produzione e distribuzione Odin Teatret Film che si occupa di film e video di argomento teatrale e sul lavoro dell'attore, Cultura senza frontiere, un festival periodico a Holstebro, con la partecipazione di un centinaio di associazioni cittadine e di artisti stranieri.
L'evento più rilevante a livello internazionale della produzione del gruppo è l'"Odin Week", un seminario che richiama artisti di tutto il mondo nella partecipazione a spettacoli, classi di training, dimostrazioni di lavoro, film, conferenze e dibattiti. Questa manifestazione, che si tiene ogni anno ad Hostelbro, nel 2004, in occasione dei 40 anni dell'Odin Teatret, è stata replicata a Cosenza, in collaborazione con il Centro R.A.T. e il Teatro dell'Acquario di Cosenza.

## Biografie correlate
- Eugenio Barba
- Iben Nagel Rasmussen
- Roberta Carreri
- Torgeir Wethal